# Chronik der Stadt Düren/1951–1975
Diese Liste ist eine Teilliste der Chronik der Stadt Düren. Sie listet datierte Ereignisse von 1951 bis 1975 in Düren auf.

## 1951
- Düren hat wieder rund 36.800 Einwohner.
- Die britische Besatzungsmacht verlässt Düren. Es folgen die belgischen Streitkräfte.
- Ostern: Nachdem die Südschule seit Oktober 1945 im Pfarrsaal St. Josef und ab Ostern 1947 in der Riemann-Kaserne beheimatet war, beginnt der Unterricht im wieder aufgebauten Schulgebäude an der Friedrichstraße.
- 23. Mai: In der Moltkestraße 7/Ecke Marienstraße erfolgt der erste Spatenstich für die Handelsschule Germscheid.
- 8. Juli: Erster Spatenstich zum Neubau der St. Bonifatiuskirche.
- 1. September: Beim Schlachthof in der Paradiesstraße wird das Volksbad mit 10 Wannen und 12 Brausebädern eröffnet.
- 31. Oktober: In Düren werden zwei belgische Panzerregimenter mit etwa 6000 Soldaten stationiert. Düren ist damit die größte belgische Garnison im Ausland. Wegzug des größten Teils der Belgier zwischen 1978 und 1979. Die letzten belgischen Soldaten verlassen Düren im Jahre 1992.
- 19. November: Einweihung der neuen Johannesbrücke in der Aachener Straße Neues Standbild des Brückenheiligen Johannes Nepomuk. Die Straßenbahn verbindet Rölsdorf wieder mit Düren.
- 13. Dezember: Aus dem Vergnügungsausschuss der „Sportfreunde Düren“ wird die „1. Dürener Karnevalsgesellschaft Kruuschberger Funken“ gegründet.

## 1952
- 9. Februar: Eröffnung des neuen Geschäftsgebäudes der Kreissparkasse auf dem Grundstück des kriegszerstörten Stiftischen Gymnasiums Ecke Schenkel-/Zehnthofstraße.
- 29. Februar: Bis 1953 erwirbt die Stadt in mehreren Schritten von den Erben Schoeller das große Parkgelände an der nördlichen Seite der Bismarckstraße westlich der Moltkestraße Auf dem Gelände werden später das Wirteltergymnasium und die Stadthalle errichtet und der Theodor-Heuss-Park angelegt.
- 17. März: Umzug des humanistischen Stiftischen Gymnasiums aus dem Schulhaus Tivolistraße 1 in das neue Schulgebäude Altenteich 14. Gleichzeitig Feier des 125-jährigen Bestehens.
- März/April: in Rölsdorf bricht eine Typhusepidemie aus, die auch auf Düren übergreift.
- 30. April: Das bisherige Rektorat Düren-Süd wird zur Pfarre erhoben (St. Josef).
- 11. Mai: Einweihung der neuen St. Bonifatiuskirche.
- 12. Juli: Grundsteinlegung für den Bau der Schlegelpassage.
- 17. Juli: Gründung des „Abwasserbehandlungsverbandes Düren“.
- 25. September: Eröffnung der Kindergartens St. Josef.
- 29. Dezember: Die Stadtverordneten entscheiden sich für eine Vergrößerung des Kaiserplatzes und eine Rückverlegung des beabsichtigten Rathausneubaues nach Norden.

## 1953
- 19. März: Die erste Verkehrsampel in Düren Ecke Oberstraße/Stürtzstraße/Bonner Straße wird in Betrieb genommen.
- 26. April: Grundsteinlegung zum Wiederaufbau der evangelischen Christuskirche in der Schenkelstraße.
- 21. Mai: Einweihung der Landwirtschaftsschule in der Rütger-von-Scheven-Straße.
- 26. Mai: Bundeswirtschaftsminister Ludwig Erhard spricht in den Germania-Lichtspielen, Wirtelstraße, über Soziale Marktwirtschaft.
- 31. Juli: Das Waisenhaus „St. Josef“ wird eröffnet. Es wird von den Borromäerinnen betreut.
- 13. September: Einweihung der Aula des Stiftischen Gymnasiums, die der Stadt mit 491 Klappsesseln auch als Theatersaal dienen soll.
- 7. Oktober: Eröffnung des Hotels Union am Friedrich-Ebert-Platz.
- 28. Oktober: König Baudouin und Königin Fabiola von Belgien besuchen zum ersten Mal Düren.

## 1954
- Einweihung des wiederaufgebauten Kreishauses.
- Grundsteinlegung für die Stadthalle.
- 4. April: Einweihung der Christuskirche der evangelischen Gemeinde, Schenkelstraße.
- 30. April: Die Kreisbahnlinie (Straßenbahn) Rölsdorf-Gürzenich-Rölsdorf-Lendersdorf wird stillgelegt und auf Busse (Linien 2 und 3) umgestellt.
- 4. Juni: Einweihung des Gebäudes der Städtischen Sparkasse am Markt auf dem Grundstück des zerstörten Rathauses und weiterer Grundstücke.
- 4. Juli: Viele Dürener hören an ihren Radios, wie Deutschland in Bern zum ersten Mal Fußball-Weltmeister wird.

## 1955
- Die Cellitinnen erbauen in der R.-v.-Scheven-Straße einen Kindergarten.
- 16. Januar: Grundsteinlegung für den Neubau der Annakirche.
- 2. Oktober: Der erste Bauabschnitt der Siedlung „Am Muttergotteshäuschen“ in der August-Lüdenbach-Straße wird bezugsfertig.
- 21. November: Grundsteinlegung für das Handelsschulgebäude in der Zülpicher Straße.
- 3. Dezember: Die Stadthalle in der Bismarckstraße wird mit einem Festakt eingeweiht.

## 1956
- Der Kaufhof wird um ein Geschoss aufgestockt.
- Die Missionare von der hl. Familie erwerben die Villa Paul Kappler in der Bonner Straße 34.
- 13. März: Am Haus Josef-Schregel-Straße 46 wird die Gedenktafel für den Heimatdichter Josef Schregel enthüllt.
- 10. Mai: Nach einem Besuch in Aachen fährt der englische Premierminister Winston Churchill auch durch die Dürener Innenstadt.
- 7. und 8. Juli: Einweihung der St. Annakirche in der Oberstraße.
- 17. Oktober: Grundsteinlegung für das neue Rathaus auf dem Kaiserplatz.
- Dezember: Am Westabhang des Fuchsberges wird ein Stück einer römischen Wasserleitung entdeckt.

## 1957
- 25. Januar: Inbetriebnahme des städtischen Wasserwerks in Obermaubach.
- 8. März: Richtfest des Rathausneubaues am Kaiserplatz.
- 11. März: Erster Spatenstich zum Bau des Schwestern- und Altersheims der Cellitinnen in der Rütger-von-Scheven-Straße.
- 3. September: Einweihung des Handelsschulgebäudes in der Zülpicher Straße.
- 11. Oktober: Der Aachener Bischof Johannes Pohlschneider weiht die neue Mariensäule auf dem Marktplatz ein.
- Oktober: Beseitigung der Ruine des Wasserturmes auf dem Fr.-Ebert-Platz (gesprengt am 24. Februar 1945).

## 1958
- Bau des Altenheimes Rita-Stift durch die Cellitinnen in der R.-v.-Scheven-Straße.
- 2. März: Abriss der alten Nikolauskirche in Rölsdorf, Monschauer Straße, wegen Baufälligkeit.
- 30. April: Die Beseitigung der Trümmer (Entschuttung) nach dem Bombenangriff vom 16. November 1944 wird offiziell für beendet erklärt.
- 12. Juni: Oberbürgermeister Heinrich Spiess und Oberstadtdirektor Hans Brückmann nehmen am Stapellauf des Minensuchbootes Düren teil.
- 15. September: Durch Beschluss des Werksausschusses der Stadt Düren übernehmen die Stadtwerke die Betreuung des Hallenbades in der Bismarckstraße.
- 18. September: Die Rathausuhr wird montiert. Das Zifferblatt wiegt 15 Zentner.
- 28. September: Einweihung des ersten Hallenbades in der Bismarckstraße, später City-Bad (Abriss Mai 1998).
- 15. Dezember: In Block 1 der Riemann-Kaserne wird der Kindergarten St. Michael eröffnet.

## 1959
- 9. Januar: Einweihung des neuen Rathauses am Kaiserplatz
- 22. April: In Cuxhaven wird ein Minensuchboot in Dienst gestellt, welches den Namen DÜREN erhält.
- 30./31. Mai: Die erste offizielle Delegation aus Valenciennes in Frankreich, besucht die Stadt.
- 28. Oktober: Der belgische König Baudouin I. besucht die Garnison Düren.

## 1960
- Bau der Hochhäuser Nr. 1 bis 3 am Miesheimer Weg.
- 1. Januar: Die Deutsche Eisenbahn-Gesellschaft (DEG) in Frankfurt übernimmt die Betriebsführung der Kreisbahnstrecke nach Nörvenich – Zülpich von der Dürener Kreisbahn. Gleichzeitig wird auf der Straßenbahnlinie Nörvenich – Bessenich der Personenverkehr stillgelegt.

## 1961
- 28. April: Die belgische Königin Fabiola besucht Düren.
- September: Baubeginn des Mädchengymnasiums, heute Rurtalgymnasium, in der Bismarckstraße.
- 26. Oktober: Eröffnung der Woolworth-Filiale Ecke Wirtelstraße/Kölnstraße.

## 1962
- Der am 31. März 1939 geborene Karl-Heinz Schnellinger wird Fußballer des Jahres 1962. Er hatte bei der SG Düren 99 gespielt, dann beim 1. FC Köln, später in Italien und stand mehrfach in der WM-Elf.
- Umzug des naturwissenschaftlichen Gymnasiums von der Ecke August-Klotz-Straße/Tivolistraße (später Musikschule) zur Hans-Brückmann-Straße, jetzt Wirteltorgymnasium.
- Am 16. November, dem Jahrestag der Zerstörung Dürens, wird vor dem Rathaus die von Adolf Wamper geschaffene Skulptur „Flammender Engel“ eingeweiht.

## 1963
- Bau der Hochhäuser Nr. 4 und 5 am Miesheimer Weg.
- 11. März: Baubeginn des Glockenturmes der Annakirche.
- 25. März: Die Kreisvereinigung Düren der „Lebenshilfe für geistig Behinderte e.V.“ wird gegründet.
- 30. April: Die letzte Straßenbahn im Personenverkehr in Düren fährt vom Kaiserplatz nach Nörvenich.
- 1. Dezember: Es erfolgt die Umpfarrung der zur Pfarre St. Michael Lendersdorf gehörenden Teile der beiden großen Siedlungen in die Nikolauspfarre. So wurde die Stadtgrenze auch Pfarrgrenze.

## 1964
- Die Dürener Eisenbahn AG stellt den gesamten Personenverkehr auf Busse um.
- Erstes internationales Fechtturnier in Düren.
- 27. Januar: Einweihung des neuen Kindergartens der Pfarre St. Bonifatius am neuen Friedhof in der verlängerten Friedensstraße.
- April: Fertigstellung des Glockenturmes der Anna-Kirche mit Glockenspiel.
- 9. April: Die neue Josefschule in der Dechant-Bohnekamp-Straße wird bezogen.
- 10. Mai: Beginn der Städtepartnerschaft Dürens mit Valenciennes in Nordfrankreich.
- 10. Juli: Lieferung der vier großen Glocken für die Annakirche.
- 27. November: Das neue Schulgebäude des Städtischen Mädchengymnasiums an der Bismarckstraße wird eingeweiht.

## 1965
- Aus einer Unterabteilung des Dürener Turnvereins gründet der Sportlehrer Bernd Malzbender den ersten Dürener Volleyballverein, heute „SWD Powervolleys Düren“.
- Baubeginn des Neubaus der Stadtwerke in der Arnoldsweilerstraße, vorher in der jetzigen Fritz-Erler-Straße, Fertigstellung 1968.
- 1. Januar: Inkrafttreten des Abnahmevertrages mit der Fa. Thyssen-Gas über die Lieferung von Erdgas.
- April: Die ersten Parkuhren in Düren werden in der Bismarckstraße und in der Kölnstraße aufgestellt.
- 22. März: Der Deutsche Gewerkschaftsbund beginnt in der Kämergasse mit dem Bau eines eigenen Bürohauses (Einweihung 27. Januar 1966).
- 21. Dezember: Einweihung der Kirche Sankt Peter Julian in der Kölnstraße (abgerissen im Juni 2003).

## 1966
- Baubeginn für das neue Gebäude der Amtsverwaltung Birgel an der Monschauer Straße in Rölsdorf. Das Amt Birgel bestand damals aus den Gemeinden Gürzenich, Birgel und Lendersdorf-Krauthausen und Berzbuir-Kufferath.
- Der Schuljahresbeginn wurde durch zwei Kurzschuljahre verlegt. Das Schuljahr 1966 begann am 1. April und endete am 30. November. Das Schuljahr 1966/67 begann am 1. Dezember und endete am 31. Juli 1967. Seitdem wurde nicht mehr Ostern versetzt, sondern vor den Sommerferien.
- 1. Januar: Die Pfarre St. Peter Julian in der Kölnstraße nimmt ihre Arbeit auf.
- 5. Mai: Der erste elektrische Zug auf der Strecke Köln-Aachen passiert Düren.
- 30. Juni: Die Dürener Eisenbahn AG (1.000 mm Spurweite) stellt den Betrieb ein.
- Errichtung der Kreisrealschulen am Bretzelnweg und in Kreuzau.
- 17. Mai: Grundsteinlegung Ford-Werke Düren, später VISTEON, dann TEDRIVE und später NEAPCO. Das Baugrundstück war 326.000 m² groß. Später wurde das Werk erweitert.

## 1967
- 1. August: Für alle Kinder, die nach diesem Tag eingeschult wurden, endete die normale Schulzeit jetzt mit dem 9. Schuljahr.
- 8. Oktober: Das Franziskaner-Gymnasium in Vossenack wird eingeweiht.
- 28. November: Der Veldener Hof in der verlängerten Malteserstraße wird abgerissen. Dort stand früher das ehem. Johanniter-Kloster (Malteser-Kloster).

## 1968
- Die Kreisbahn stellt den Güterverkehr zwischen Düren und Nörvenich ein.
- Gründung des „Abwasserverbandes Rur“.
- 6. Januar: Erste Umstellung auf Erdgas innerhalb der Stadt Düren.
- 9. Mai: Einweihung des Gebäudes der Stadtwerke Düren in der Arnoldsweilerstraße.
- 27. April: In Düren findet die XXIII. Billard-Weltmeisterschaft statt.
- Das Dürener Kino Germania in der Wirtelstraße schließt.
- 22. Juli: Produktionsbeginn der Ford-Werke Düren.
- 24. August: Schüler demonstrieren auf dem Rathausvorplatz gegen den Einmarsch der Truppen des Warschauer Paktes in die Tschechoslowakei.
- 1. August: Aus den Volksschulen werden jetzt Grundschulen und Hauptschulen.

## 1969
- Die neue Teichbrücke auf der Monschauer Straße wird dem Verkehr übergeben.
- 1. Januar: Die Dürener Kreisbahn übernimmt den Omnibus-Personenverkehr der Dürener Eisenbahn AG.
- 5. Mai: Das Kultusministerium genehmigt die von der Stadtverordnetenversammlung am 12. Dezember 1968 beschlossene Errichtung eines Neusprachlichen Gymnasiums für Jungen und Mädchen in Entwicklung (seit 17. Februar 1972: Burgau-Gymnasium). Schulbeginn nach den Sommerferien mit vier Sexten in der Grüngürtelschule.
- 1. Juli: Die Gemeinden Berzbuir-Kufferath und Lendersdorf-Krauthausen werden zur neuen Gemeinde Lendersdorf zusammengeschlossen.[1]

## 1970
- Das Kino Nordlichtspiele schließt.
- Die Kreisbahn stellt den Güterverkehr auf der Ringbahn ein.
- Einweihung des Kindergarten St. Peter Julian in der Kölnstraße.
- 1. August: Zum Schuljahresbeginn gibt es keine Volksschulen mehr, sondern nur noch Grund- und Hauptschulen; die Bürgewaldschule in Arnoldsweiler (Sonderschule für Lernbehinderte) nimmt den Betrieb auf.
- 6. Oktober: Die Stadtverordnetenversammlung beschließt den Neubau eines zweiten Hallenbades am Jesuitenhof, Einweihung 1970, Übernahme durch den Dürener Servicebetrieb (DSB) 2011 von den Stadtwerken Düren.
- 16. Dezember: Vom Bahndamm stürzt ein Waggon in die Josef-Schregel-Straße.

## 1971
- Abriss der Milchbar an der heutigen Einmündung Bismarckstraße/Hans-Brückmann-Straße.
- 16. März: Die Stadtbücherei zieht vom Museum zur Arnoldsweilerstraße um.
- 29. April: Im Amtsgerichtsgefängnis wird eine sozialtherapeutische Modellanstalt für rückfallgefährdete Gesetzesbrecher in Betrieb genommen, ausgelegt für 33 Personen.
- August: Fertigstellung der Kaufmännischen Schulen, Euskirchener Straße, mit der Kreissporthalle.
- 30. Oktober: Einweihung der Festhalle Birkesdorf.

## 1972
- 1. Januar: Gründung der DVG (Dürener Verkehrsgemeinschaft) durch die Kraftpost und die Dürener Kreisbahn.
- 1. Januar: Durch die kommunale Neugliederung steigt die Einwohnerzahl von etwa 53.700 auf etwa 89.000.[2] Die bisher selbständigen Gemeinden Arnoldsweiler, Birgel, Birkesdorf, Derichsweiler, Echtz-Konzendorf, Gürzenich, Mariaweiler-Hoven und Merken sowie große Gebietsteile von Lendersdorf und Niederau wurden eingegliedert.[3] Die Kreise Düren und Jülich werden zum neuen Kreis Düren zusammengefasst. Aus dem aufgelösten Kreis Schleiden kommen Heimbach, Vossenack und Schmidt in den neuen Kreis. Aus dem Kreis Grevenbroich kam Jackerath dazu. Weisweiler und Dürwiß kommen zum Kreis Aachen. Ebenso die Gemeinden Laurenzberg, Lohn und Bettendorf. Füssenich und Bürvenich kommen zum Kreis Euskirchen.
- Der ausgeerzte Tagebau des Maubacher Bleibergwerkes in Horm wird als Mülldeponie in Betrieb genommen.
- 1. März: Schließung der Molkerei an der Mariaweiler Landstraße.
- 15. März: Eröffnung der Zweigstelle mit Autoschalter der Städtischen Sparkasse in der Arnoldsweilerstraße.
- August: Eröffnung des Altenheimes St. Nikolaus in der Dr.-Overhues-Allee mit 88 Betten.
- 4. August: Der NRW-Verfassungsgerichtshof weist die Verfassungsbeschwerden der Gemeinden Arnoldsweiler und Merken gegen die Eingemeindung nach Düren zurück.
- 28. August: Die Gebäude der ehemaligen Wollgarnfabrik (Wollga) an der Mittel- und Gutenbergstraße (heute Haus der Stadt), zuletzt als Obdachlosenunterkunft genutzt, werden abgerissen.
- November: Der 39 m hohe Rohbau des Krankenhauses Düren wird fertiggestellt.

## 1973
- Erstmals findet im Kreis Düren der Wettbewerb „Unser Dorf soll schöner werden“ statt.
- 14. Mai: Die alten Bundesbahnbrücken an der Josef-Schregel-Straße und der Veldener Straße werden demontiert.
- 17. Mai: Erster Spatenstich für den Neubau des Hallenbades Jesuitenhof.
- 3. Juni: Ein Teil des Marktes wird Fußgängerzone.
- November: Das Polizeigebäude Ecke Aachener Straße/A.-Klotz-Straße wird durch Innenminister Willi Weyer seiner Bestimmung übergeben.

## 1974
- Beginn des Wiederaufbaus von Schloss Burgau.
- 1. Januar: Die Kreissparkasse Düren und Jülich fusionieren zur Kreissparkasse Düren.
- 9. Januar: Der letzte Block der Riemann-Kaserne wurde gesprengt.
- 13.–15. Februar: Der russische Schriftsteller Alexander Solschenizyn besucht direkt nach seiner Ausweisung aus der Sowjetunion den Schriftsteller Heinrich Böll in seinem Landhaus in Kreuzau-Langenbroich.
- 11. März Direkt hinter den FORD-Werken stürzt ein Starfighter aus Nörvenich ab. Der 27 Jahre alte Pilot Harald Böhnke kann sich mit dem Schleudersitz retten.[4]
- April: Fertigstellung des Konrad-Adenauer-Parks, ehemals katholischer Friedhof, in der Kölnstraße als Parkanlage.
- April: Fertigstellung des Forstlehrpfades im Burgauer Wald.
- April: Grundsteinlegung für die Fußgängerzone Wirtelstraße.
- 17. April: Inbetriebnahme der neuen Kläranlage des Abwasserverbandes Rur im Merkener Busch.
- 11.–13. Mai: 1. City-Trödelmarkt.
- 20. Juli: Einweihung des 2. Hallenbades am Jesuitenhof in der Nideggener Straße.
- 24. Juli: Der Innenminister von Luxemburg besucht Düren, Nörvenich und Kreuzau.
- August: Bei der Annakirmes findet die „1. Weltmeisterschaften im Kirschkernweitspucken“ statt.
- Zu Beginn des neuen Schuljahres wird der Neubau der Ostschule in Betrieb genommen.
- 14. November: Der 1. Abschnitt der Fußgängerzone in der Wirtelstraße von der Kleinen Zehnthofstraße bis zur Kölnstraße wird eingeweiht.
- 30. November: Eröffnung des 1. Dürener Weihnachtsmarktes auf dem Marktplatz.

## 1975
- Abbruch der Riemannkaserne an der Euskirchener Straße.
- 18. Februar: Grundsteinlegung des Berufsförderungswerkes in der Karl-Arnold-Straße.
- 19. März: Der Oberkreisdirektor verfügt aufgrund eines Erlasses des Innenministers, dass Düren keinen „Oberbürgermeister“ beziehungsweise „Oberstadtdirektor“ mehr haben darf, sondern Bürgermeister und Stadtdirektor.
- 31. März: Die letzten Elisabetherinnen verlassen Düren. Sie waren zuletzt im Krankenhaus in der Roonstraße tätig.
- Frühjahr: Anlegung des Blindenwanderpfades im Burgauer Wald.
- Frühjahr: Abbruch des Ehrenmales am Fuchsberg für ein neues Wohngebiet. Das Ehrenmal für 700 Gefallene des Ersten Weltkrieges war 1938 begonnen und nie vollendet worden. Seit Beginn des Zweiten Weltkrieges wurde nicht mehr gebaut.
- Juni: Die Jugendverkehrsschule auf dem Annakirmesplatz wird eröffnet.
- 24. Juni: Die 17. belgische Panzerbrigade verlässt nach 23 Jahren den Standort Düren.
- 12. Juli: Erster Markttag in der Fußgängerzone vor der Stadtsparkasse, vorher rund um die Annakirche.
- 13. September: Einweihung der neuen Antoniuskirche im Grüngürtel.
- 18. November: Einweihung der Regionalstelle des Bistums Aachen auf dem Gelände der Eucharistiner in der Wernersstraße.
- 8. Dezember: Einweihung der neuen Marienkapelle Ecke Monschauer Straße/Lendersdorfer Weg (die alte Kapelle war 1974 wegen Straßenbauarbeiten am Kreuzungsbereich abgerissen worden).